# أيومي فوجيمورا
أيومي فوجيمورا (藤村歩 فوجيمورا أيومي) هي مؤدية أصوات يابانية ولدت في 3 سبتمبر 1982 في طوكيو.

## أدوارها في الأنمي

### مسلسلات أنمي تلفزيونية
- ناباري نو أو - رايمي شيميزو
- ميد ساما! - ميساكي أيوزاوا
- كازي نو ستيغما - أيانو كانّاغي
- إصطدام شين مازنجر! الجزء Z - شيرو كابوتو
- باسكواش! - أورورا سكايبلوم
- حضانة هانامارو - ريوتا
- حداد السيف المقدس - سيسيلي كامبل
- زامد الذكرى الضائعة - ميدوري نيشيمورا
- بليتش - توبيومي، كاتن كيوكوتسو
- الخادم الأسود - ماريا
- شاكوغان نو شانا II - كيميكو ناكامورا
- شاكوغان نو شانا III(فاينل) - كيميكو ناكامورا
- باكومان - آيكو إيواسي، كي تشيميتسو (نادي الجريمة الكاملة)
- هايسكول أوف ذا ديد - صحافية
- المتحري الروحي ياكومو - هاروكا أوزاوا
- إيكي توسن Great Guardians - تشوشو شيفو
- إيكي توسن XTREME XECUTOR - تشوشو شيفو
- إندكس معينة خاصة بالسحر II - سيري فوكيوسي
- غزو! فتاة الحبار - إيكو آيزاوا
- سيكيري 〜Pure Engagement〜 - ناميجي
- إكس-من - كيوكو
- صاحب التعاويذ الأزرق - يوكيو أوكومورا (أيام الطفولة)
- صاحب التعاويذ الأزرق: ملك كيوتو الملوث - يوكيو أوكومورا (أيام الطفولة)
- كيل لا كيل - ماتارو مانكانشوكو، ري هوؤمارو
- بلاسريتر - لولو
- الخيانة تعرف إسمي - هوتسوما رينجو (أيام الطفولة)
- فري! Eternal Summer - هاياتو شيغينو
- مغامرة جوجو الغريبة: ستارداست كروسيدرز - بولناريف الصغير
- آيدولماستر سندريلا جيرلز - المدربة، المدربة المبتدئة، المدربة المتمرسة
- أبطال الزهور الستة - راينر
- بوكيمون إكس/واي - إكليريس
- ماغي: مغامرات سندباد - بيبيريكا
- موب سايكو 100 - إيتشي ميزاتو
- موب سايكو 100 II - إيتشي ميزاتو
- معارك القوى الغريبة في حياتنا اليومية - هيتامي سايتو

### أوفا أنمي
- البدلة المتنقلة جاندام يونيكورن - أودري بيرن
- دوت هاك كوانتوم - ماري، إيري إيتو
- شاكوغان نو شانا S - كيميكو ناكامورا
- تيلز أوف سيمفونيا ذي أنيميشن: تيثيالا - ميلين وايلدر

### أفلام أنمي
- سلسلة أفلام حدود الفراغ
  - حدود الفراغ: الفصل الأول «طلة على المنظر» - أزاكا كوكوتو
  - حدود الفراغ: الفصل الثالث «بقايا الألم» - أزاكا كوكوتو
  - حدود الفراغ: الفصل الخامس «لولب التناقض» - أزاكا كوكوتو
  - حدود الفراغ: الفصل السادس «تسجيل النسيان» - أزاكا كوكوتو
  - حدود الفراغ: الفصل السابع «دراسة القتل (الجزء الثاني)» - أزاكا كوكوتو
- ناروتو شيبودن: الفيلم - شيون
- كينغسلايف: فاينال فانتازي 15 - كرو آلتيوس
- البدلة المتنقلة جاندام ناريتيف - مينيفا لاو زابي

## أدوارها في ألعاب الفيديو
- سلسلة ألعاب ستريت فايتر
  - سوبر ستريت فايتر IV - إيبوكي
  - سوبر ستريت فايتر IV آركيد إديشن - إيبوكي
  - ألترا ستريت فايتر IV - إيبوكي
  - ستريت فايتر V - إيبوكي
- ستريت فايتر X تيكن - إيبوكي
- ون بيس: وورلد سيكر - جان

## أدوارها في الدبلجة اليابانية
- سلسلة أفلام هاري بوتر
  - هاري بوتر والأمير الهجين - كاتى بيل
- بطاريق مدغشقر - مارلين
- ذا لاست إيربندر - أزولا

## وصلات خارجية
- أيومي فوجيمورا على موقع IMDb (الإنجليزية)
- أيومي فوجيمورا على موقع ألو سيني (الفرنسية)
- أيومي فوجيمورا على موقع ميوزك برينز (الإنجليزية)
- أيومي فوجيمورا على موقع قاعدة بيانات الفيلم (الإنجليزية)
- أيومي فوجيمورا على موقع كينوبويسك (الروسية)
- أيومي فوجيمورا على موقع ANN person (الإنجليزية)